# La Gresle
 (février 2017).
- Si vous ne connaissez pas le sujet, laissez ce bandeau (vous pouvez alors contacter les auteurs).
- Si vous supprimez le contenu mis en cause (vous pouvez préalablement contacter les auteurs),

argumentez précisément cette suppression dans la page de discussion
(un manque de référence n'est pas un argument ; une recherche réelle de référence doit avoir été effectuée, être formellement documentée).
La Gresle est une commune française située dans le département de la Loire en région Auvergne-Rhône-Alpes.
Ses habitants sont appelés les Greslis.

## Géographie

### localisation
La commune de La Gresle se situe à la périphérie nord-est du département de la Loire en limite avec le département du Rhône (communes de Cours et de Thizy-les-Bourgs). Jusqu'à une date récente elle faisait partie du canton de Belmont-de-la-Loire où elle se trouvait d'être la commune la plus éloignée du chef-lieu, distant de 17 km. La refonte de la carte administrative intervenue il y a peu l'a englobée dans le nouveau canton de Charlieu. La superficie de son territoire - 14,75 km² - fait d'elle une commune d'une dimension un peu supérieure à la moyenne des communes de la région (12,7 km2).
La Gresle est limitrophe de six autres communes. C'est avec Sevelinges au nord que le contact est le plus long soit 4,9 km; avec Jarnosse et Coutouvre à l'ouest le voisinage porte respectivement sur 1,7 et 3,3 km. La Gresle confine au sud-ouest avec Montagny sur 1,3 km, au sud sur 4,35 km avec Thizy-les-Bourgs et à l'est sur 2,1 km avec Cours. Naguère elle avait deux voisines de plus, Pont-Trambouze absorbée en 2016 par la ville de Cours et Bourg-de-Thizy qui a fusionné en 2013 avec 4 autres communes pour former la commune nouvelle de Thizy-les-Bourgs. La Gresle se trouve ainsi d'avoir une limite commune avec quatre communes de son département et avec deux autres appartenant au département voisin du Rhône,  Cours et Thizy-les-Bourgs. Son périmètre long de près de 18 km lui donne une forme ovoïde déformée par une excroissance au sud-ouest.
L'espace géographique  de La Gresle présente une réelle unité puisqu'il correspond exclusivement au bassin fluvial de la rivière le Trambouzan.  Les limites de ce bassin sont marquées à l'ouest par une ligne de hauteurs formant l'interfluve entre le Trambouzan d'une part et le Chandonnet d'autre part (et qui se prolongeant au sud-ouest marque aussi la séparation entre le Trambouzan et son affluent le Jumeau). A l'est un alignement de hautes collines sépare plus nettement encore le territoire de La Gresle de la profonde vallée de la Trambouze; s'en détache vers le sud-ouest un promontoire s'avançant en doigt de gant sur lequel s'est établi le bourg de La Gresle à peu près au centre du territoire communal. Au pied de ce promontoire se creuse, transversalement par rapport au cours de la rivière, une dépression orientée  sud-est - nord-ouest, correspondant à un creux structural et que jalonnent à l'est et à l'ouest deux ensellements correspondant l'un à la Croix-Mulsant l'autre à Sattendras.
L'aire géographique de la commune peut être ainsi être décrite comme comprenant trois parties :
- le bassin de réception du Trambouzan, creusé dans les terrains granitiques du socle, en occupe le nord. Une fois constitué, le cours d'eau, qui coule à La Gresle du nord au sud sur 6 km environ, divise le reste de la commune en ses deux versants est et ouest aménagés dans des terrains gréseux.
- le versant s'étendant sur la rive gauche de la rivière est la partie la plus étendue de la commune. C'est un plan fortement incliné d'est en ouest et disséqué par des vallons où coulent des ruisseaux tributaires du Trambouzan. Conformément à la disposition générale de la région qui s'incline depuis les hauteurs des monts du Beaujolais jusqu'à la Loire c'est sur la partie supérieure de ce versant, à l'est, que la commune atteint ses plus hautes altitudes, 662 m. sur une éminence boisée au-dessus du lieu-dit la Giraudière et 655 m. au crêt du Perray (ce n'est que plus à l'est encore, au-delà de la vallée de la Trambouze, dans le département du Rhône, qu'on atteint les 700 m. d'altitude). Au sud de la commune, toujours sur ce même versant, les altitudes se maintiennent longtemps au-dessus de 500 m
- moins étendu, le versant ouest du Trambouzan présente aussi une pente générale plus modérée toujours en accord avec l'inclinaison générale de la région. Les altitudes y sont naturellement moins élevées tout en dépassant les 500 m. sur une bonne partie des confins ouest du territoire communal ; l'érosion différentielle s'est aussi moins exercée sur cette pente plus douce et ce versant est de ce fait moins creusé par les ruisseaux que celui qui lui fait face. Aux alentours du lieu-dit Sattendras on a même affaire à une sorte de plateau que La Gresle partage avec ses voisines Jarnosse et surtout Coutouvre, autrement dit le large ensellement dont il a été question ci-dessus. Le talweg du Trambouzan fait passer les cotes d'altitudes de 460 m. à la sortie de son bassin de réception à 371 m. à l'endroit ou en aval la rivière quitte la commune (après lui avoir servi de limite avec Coutouvre sur 2 km.). Sa pente moyenne -assez forte encore dans cette partie de son cours  -  est ainsi de 1,5 %.

L´altitude moyenne de l'aire municipale de La Gresle s'établit à 510 mètres.
L'hydrographie de la commune se résume dans l'axe formé par le Trambouzan cours d'eau qui prend sa source tout au nord de la commune, reste à La Gresle à l'état de ruisseau et dont ne sont tributaires que de modestes ruisselets, essentiellement sur sa rive gauche (des "gouttes" selon le terme usité dans la région pour caractériser le faible débit de ces petits cours d'eau). Coulant du nord au sud -donc dans une direction subséquente eu égard au relief - la rivière alimente, au centre de la commune dans un étranglement de sa vallée, au lieu-dit le Moulin, un assez vaste étang dont l'eau fournissait avec régularité l'énergie nécessaire à une usine textile aujourd'hui fermée. D'autres étangs de moindre importance (l'étang Muguet, celui de la Tournelle, celui de Traizette etc.) parsèment la commune. Le Trambouzan dont la longueur totale excède légèrement les 20 km adopte plus en aval une direction est-ouest, conséquente donc puisqu'en accord avec la pente générale de la région. Carte IGN 1/25000 Série bleue 2829 SB Charlieu
L'ensemble du territoire communal repose sur le socle cristallin dont est formé le haut-Beaujolais. Le granite affleure dans la partie nord, le grès domine dans la partie sud parsemé d'intrusions de microgranite: L'ensemble est largement strié de failles de direction essentiellement armoricaine qui sont à l'origine de la dépression transversale mentionnée ci-dessus. Le vallon du Trambouzan est tapissé de colluvions argilo-sableuses
La zone des hautes collines de l'est roannais dans laquelle s'inscrit le territoire de La Gresle présente un taux de boisement nettement inférieur à celui que l'on rencontre dans la montagne beaujolaise plus à l'est et au nord-est, même à proximité (52 % au Cergne et 51 % Écoche par exemple). Avec 63,3 ha en bois et forêt sur 1475 ha, soit la superficie totale de la commune, ce taux de boisement n'est que de 4,3 % à La Gresle. Couvrant  53,4 ha les conifères prédominent; les forêts mixtes représentent 19 ha (1,27 %) et les feuillus la superficie minime de 1,14 ha (moins de 1 %). Il n'existe pas de manteau forestier continu dans la commune mais seulement de petits espaces boisés dispersés.
Sans être un authentique nœud de communication La Gresle dispose d'un réseau de voies routières dont l'importance reste locale mais qui met la commune en relation avec son environnement régional selon quatre directions cardinales. L'axe principal est constitué par la route départementale 45 qui relie Écoche à Montagny entrant dans la commune au lieu-dit le Château (de Sevelinges) en sortant à l'Étang de Traizette et courant dans la commune sur près de 9 km selon une direction grossièrement nord-est-sud-ouest en desservant le bourg de La Gresle.
Moins longue sur le territoire communal - un peu moins de 5 km - la route départementale 40 qui va de Charlieu à Thizy-les-Bourg mène du lieu-dit Sattendras au lieu-dit la Casse Froide, à la frontière du département du Rhône, selon une direction nord-ouest-sud-est, se confondant d'ailleurs sur un kilomètre environ avec la D 45 en contrebas du bourg. Les deux départementales 45 et 40 constituent donc une sorte de X essentiel des communications à travers la commune. Plus marginales parce que concernant surtout les confins, existent deux autres routes desservant l'aire qui fait l'objet de cette étude. Les limites nord-ouest de la commune sont ainsi pratiquement formées sur presque 4 km, de Prélande à Sattendras par la longue D 31 (qui relie Le Cergne à Saint-Just-en-Chevalet à travers tout le nord du département de la Loire). Enfin sortant du bourg de La Gresle aux Quatre Croix la D 82 mène, à partir de la Croix-Mulsant, soit à Cours soit, en rejoignant à la Casse la D 40, à  Thizy-les-Bourgs.
De cette disposition générale des voies routières résulte l'existence de plusieurs carrefours, l'un aux Quatre-Croix, un autre à la Croix Mulsant, un autre à la Casse, deux en contrebas du bourg, un dernier enfin à Sattendras (puisque s'éloigne de là une route vers Jarnosse), c'est-à-dire un choix de directions plus important que dans bien des communes environnantes.
Une ligne d'autocar relie La Gresle à Roanne et comporte rien moins que huit arrêts sur le territoire communal ; le service des cars scolaires en direction de Roanne, Charlieu, Thizy-les-Bourgs et Cours est d'autre part ouvert au public. Distant de 6 km seulement, Cours est le point de départ de plusieurs lignes, l'une en direction d'Amplepuis et une autre en direction de Lyon avec d'ailleurs pour chacune d'elles un arrêt à Cours à 4 km de La Gresle.
Sur le plan économique et plus généralement en ce qui concerne les activités humaines, La Gresle est situé en un point de rencontre des influences des deux petites villes très proches, Cours et Thizy-les-Bourgs. En revanche le rôle de Charlieu chef-lieu du canton dont relève la commune éloigné de 18 km  est éclipsé par celui de Roanne. Les mouvements pendulaires liés à l'emploi en effet placent la commune dans l'aire d'attraction de cette ville moyenne que 22 km seulement séparent de La Gresle. Quant à la métropole régionale Lyon éloignée de 77 km seulement elle s'impose par sa forte attractivité par rapport au  chef-lieu du département auquel appartient la commune, Saint-Etienne ville moins considérable et plus éloignée (95 km).
La gare ferroviaire de Saint-Victor-sur-Rhins se trouve à 12 km de La Gresle sur le ligne de Lyon à Paris, celle de Roanne sur la même ligne à 22 km. D'un autre côté, la gare de Chauffailles en Saône-et-Loire sur l'itinéraire Lyon-Paray-le-Monial se trouve à 22 km. Pour avoir accès au TGV on doit de La Gresle se rendre à Lyon ou, en direction de Paris à la gare de Montchanin en Saône-et-Loire qu'une ligne d'autocar relie quotidiennement à Roanne. L'aéroport de Lyon-Saint Exupéry se situe à 100 km de la commune.
La Gresle a connu comme bien d'autres communes de la région un essor démographique important pendant les trois premiers quarts du XIXe époque de forte natalité dans les campagnes; le pic démographique fut atteint en 1876 avec 2 541 habitants. L'exode rural induit par la révolution industrielle n'a pas épargné la commune par la suite  comme ce fut le cas pour la plupart des localités rurales de la région. C'est l'époque où la main-d'œuvre en surabondance dans les campagnes va grossir les effectifs  ouvriers des petites villes des environs telles Cours ou Thizy mais aussi de Roanne. S'ensuivit une longue période de déclin du peuplement aggravé par l'hémorragie humaine occasionné par la Première Guerre mondiale et l'effondrement de la natalité et qui se  poursuivit jusqu'à un étiage très bas de 652 personnes en 1975 vidant ainsi la commune des trois quarts de sa population en un siècle. En revanche, depuis au moins le début des années 80 du siècle dernier, une reprise sensible s'est produite au rythme annuel de 0,7 % assez soutenu pour porter à 852  le nombre actuel des habitants de la commune soit une croissance de 30 % en moins de quatre décennies.
Comme c'est la règle dans toute cette région des confins du Haut Beaujolais dont le paysage est le bocage la dispersion de l'habitat est très marquée. Certes, le bourg représente une agglomération bien constituée sans rivale à l'intérieur de la commune (contrairement à ce qui a lieu parfois dans la région (le bourg voisin de Sevelinges et le hameau des Arras, le bourg de Coublanc et les hameaux de La Place et de Cadolon). Il réunit environ  350     personnes. Il occupe le sommet du promontoire qui s'avance, en le dominant fortement, au-dessus du confluent du Trambouzan et d'un de ses affluents.
Cette répartition du peuplement donne lieu à l'existence d'une cinquantaine d'écarts dont les plus importants constituent d'authentiques hameaux. On peut mettre à part parmi eux ceux dont la situation, sans solution de continuité avec le bourg, en fait de véritables faubourgs : les Quatre Croix, Fontenette, la Croix Bleue, le lotissement du Château. Atteignent également la taille d'un hameau mais un peu plus éloignés du bourg : chez Bussy, chez Grenier, aux Chavannes, chez Rodin, la Croix Mulsant, la Condemine sur le versant est, aux Allaires, chez Brosse, Patou, Labouret, Favier, le Manet, la Belle et le Mont sur le versant ouest; le hameau du Moulin est quant à lui établi au fond de la vallée.
Une multitude de simples lieux-dits ne réunissant souvent qu'une ou deux maisons ponctue le territoire communal : Bellevue, Prélande, le Bey, la Néva, chez Cuisset, la Raison, Montbétra, chez Gaidon, la Place (un château), la Giraudière (un manoir), Valin, Ramondin, Gobit, Girard, Piat, la Planche, le Feuillet, la Tournelle, Rochard, les Eaux, la Casse Froide, le Pré, le Chapey, Boisserat, l'étang de Traizette, Cholleton, le Pomey, le Bas, Sattendras, Poulaillon, Cossadry, Vignolles, les Mollières, le Chalu, Pralong, chez Millaud.
Le territoire de la commune est limitrophe de ceux de six communes, dont deux dans le département du Rhône :
|                     | Sevelinges |                          |
| Jarnosse, Coutouvre | La Gresle  | Cours (Rhône)            |
| Montagny            |            | Thizy-les-Bourgs (Rhône) |

### Climat
Pour des articles plus généraux, voir Climat d'Auvergne-Rhône-Alpes et Climat de la Loire.
En 2010, le climat de la commune est de type climat océanique dégradé des plaines du Centre et du Nord, selon une étude du Centre national de la recherche scientifique s'appuyant sur une série de données couvrant la période 1971-2000. En 2020, Météo-France publie une typologie des climats de la France métropolitaine dans laquelle la commune est exposée à un climat de montagne ou de marges de montagne et est dans la région climatique Nord-est du Massif Central, caractérisée par une pluviométrie annuelle de 800 à 1 200 mm, bien répartie dans l’année.
Pour la période 1971-2000, la température annuelle moyenne est de 10,2 °C, avec une amplitude thermique annuelle de 16 °C. Le cumul annuel moyen de précipitations est de 965 mm, avec 11,5 jours de précipitations en janvier et 8 jours en juillet. Pour la période 1991-2020, la température moyenne annuelle observée sur la station météorologique de Météo-France la plus proche, « Nandax », sur la commune de Nandax à 9 km à vol d'oiseau, est de 11,7 °C et le cumul annuel moyen de précipitations est de 916,6 mm,. Pour l'avenir, les paramètres climatiques de la commune estimés pour 2050 selon différents scénarios d'émission de gaz à effet de serre sont consultables sur un site dédié publié par Météo-France en novembre 2022.

## Urbanisme

### Typologie
Au 1er janvier 2024, La Gresle est catégorisée commune rurale à habitat dispersé, selon la nouvelle grille communale de densité à sept niveaux définie par l'Insee en 2022.
Elle est située hors unité urbaine. Par ailleurs la commune fait partie de l'aire d'attraction de Roanne, dont elle est une commune de la couronne,. Cette aire, qui regroupe 88 communes, est catégorisée dans les aires de 50 000 à moins de 200 000 habitants,.

### Occupation des sols
L'occupation des sols de la commune, telle qu'elle ressort de la base de données européenne d’occupation biophysique des sols Corine Land Cover (CLC), est marquée par l'importance des territoires agricoles (93 % en 2018), une proportion sensiblement équivalente à celle de 1990 (92,8 %). La répartition détaillée en 2018 est la suivante : 
prairies (76,2 %), zones agricoles hétérogènes (16,8 %), forêts (4,3 %), zones urbanisées (2,7 %). L'évolution de l’occupation des sols de la commune et de ses infrastructures peut être observée sur les différentes représentations cartographiques du territoire : la carte de Cassini (XVIIIe siècle), la carte d'état-major (1820-1866) et les cartes ou photos aériennes de l'IGN pour la période actuelle (1950 à aujourd'hui).

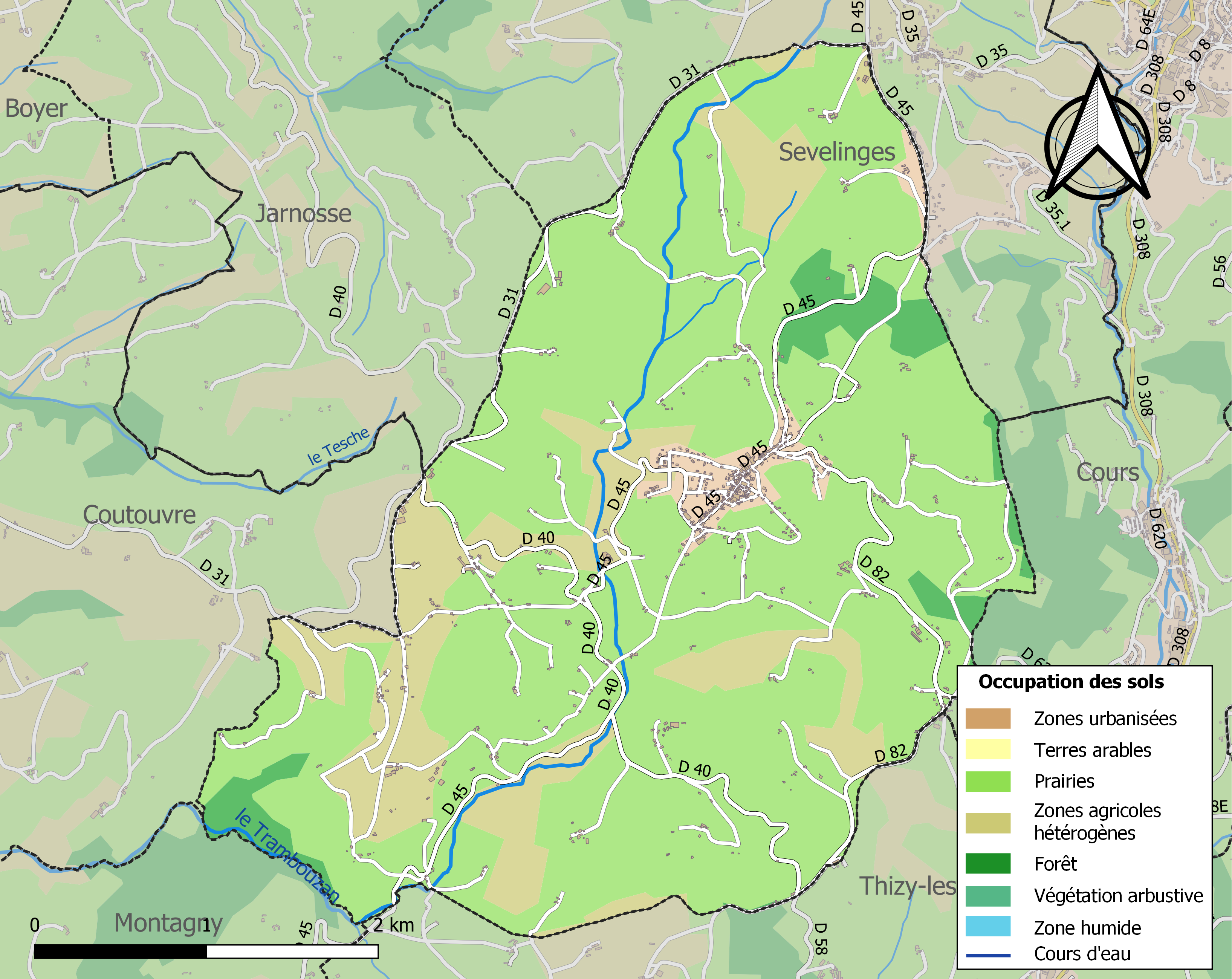
Carte des infrastructures et de l'occupation des sols de la commune en 2018 (CLC).

## Politique et administration
| Période                                  | Période   | Identité             | Étiquette                | Qualité    |
| ---------------------------------------- | --------- | -------------------- | ------------------------ | ---------- |
| Les données manquantes sont à compléter. |           |                      |                          |            |
| Octobre 1876                             | 1876      | Antoine Bréchard     | Républicain Opportuniste | Industriel |
| mars 1971                                | mars 1989 | Antoine Prost        |                          |            |
| mars 1989                                | Juin 1995 | Marcel Philippe      |                          |            |
| Juin 1995                                | mars 2008 | Claude Sabatin       |                          |            |
| mars 2008                                | mars 2014 | Jean Pierre Eglinger |                          |            |
| mars 2014                                | En cours  | Isabelle Dugelet     |                          |            |

## Équipements et services publics

### Santé
Faisant face à un problème de manque de médecins et dans le but d'attirer l'attention des médias sur cette difficulté, Isabelle Dugelet, maire de la commune, publie un décret interdisant de mourir le week-end. En effet, malgré la présence de l'Ehpad, les médecins sont trop peu nombreux pour être soumis à une garde médicale.

## Population et société

### Démographie
L'évolution du nombre d'habitants est connue à travers les recensements de la population effectués dans la commune depuis 1793. Pour les communes de moins de 10 000 habitants, une enquête de recensement portant sur toute la population est réalisée tous les cinq ans, les populations de référence des années intermédiaires étant quant à elles estimées par interpolation ou extrapolation. Pour la commune, le premier recensement exhaustif entrant dans le cadre du nouveau dispositif a été réalisé en 2004.

En 2022, la commune comptait 849 habitants, en évolution de +1,92 % par rapport à 2016 (Loire : +1,32 %, France hors Mayotte : +2,11 %).
| 1793  | 1800  | 1806  | 1821  | 1831  | 1836  | 1841  | 1846  | 1851  |
| ----- | ----- | ----- | ----- | ----- | ----- | ----- | ----- | ----- |
| 1 420 | 1 013 | 1 196 | 1 437 | 1 507 | 1 604 | 2 058 | 1 964 | 1 925 |

| 1856  | 1861  | 1866  | 1872  | 1876  | 1881  | 1886  | 1891  | 1896  |
| ----- | ----- | ----- | ----- | ----- | ----- | ----- | ----- | ----- |
| 2 431 | 2 565 | 2 610 | 2 627 | 2 661 | 2 541 | 2 474 | 2 348 | 2 201 |

| 1901  | 1906  | 1911  | 1921  | 1926  | 1931  | 1936  | 1946 | 1954 |
| ----- | ----- | ----- | ----- | ----- | ----- | ----- | ---- | ---- |
| 2 072 | 1 914 | 1 722 | 1 327 | 1 182 | 1 108 | 1 035 | 894  | 812  |

| 1962 | 1968 | 1975 | 1982 | 1990 | 1999 | 2004 | 2006 | 2009 |
| ---- | ---- | ---- | ---- | ---- | ---- | ---- | ---- | ---- |
| 756  | 704  | 652  | 683  | 728  | 745  | 815  | 830  | 793  |

| 2014 | 2019 | 2022 | - | - | - | - | - | - |
| ---- | ---- | ---- | - | - | - | - | - | - |
| 830  | 861  | 849  | - | - | - | - | - | - |

La Gresle a connu comme bien d'autres communes de la région un essor démographique important pendant les trois premiers quarts du XIXe époque de forte natalité dans les campagnes; le pic démographique fut atteint en 1876 avec 2 541 habitants. L'exode rural induit par la révolution industrielle n'a pas épargné la commune par la suite  comme ce fut le cas pour la plupart des localités rurales de la région. C'est l'époque où la main-d'œuvre en surabondance dans les campagnes va grossir les effectifs  ouvriers des petites villes des environs telles Cours ou Thizy mais aussi de Roanne. S'ensuivit une longue période de déclin du peuplement aggravé par l'hémorragie humaine occasionné par la Première Guerre mondiale et l'effondrement de la natalité et qui se  poursuivit jusqu'à un étiage très bas de 652 personnes en 1975 vidant ainsi la commune des trois quarts de sa population en un siècle. En revanche, depuis au moins le début des années 80 du siècle dernier, une reprise sensible s'est produite au rythme annuel de 0,7 % assez soutenu pour porter à 852  le nombre actuel des habitants de la commune soit une croissance de 30 % en moins de quatre décennies.

## Économie
La régression de la part prise par l'agriculture par rapport à l'ensemble des activités économiques, phénomène commun aux campagnes de la région, est  loin d'avoir connu à La Gresle l'ampleur avec laquelle elle s'est produite dans certaines communes rurales des environs. La vocation agricole de la commune se manifeste par le maintien sur son territoire d'un nombre appréciable d'exploitations. Leur nombre  s'y est certes considérablement réduit au cours des dernières décennies ; il y en avait 42 en 1988, 27 en 2000, 19 en 2010, il en reste  9 actuellement. On compte ainsi dans la commune une exploitation pour 95  habitants soit une proportion plus forte qu'à Cuinzier (1 pour 180 h.) ou Sevelinges (1 pour 107) mais plus faible qu'à Jarnosse (1 pour 71) ou Montagny (1 pour 41).
La surface agricole utile totale - 1 052 ha - était en 2010 (dernier recensement agricole en date) restée à peu de chose près ce qu'elle était au cours des 30 dernières années ; elle représente la part considérable de 70 % de la superficie totale du territoire municipal. La pédologie et le climat expliquent la  prédominance des herbages - 949 ha - par rapport aux labours, 103 ha.
Huit exploitations de la commune pratiquant l'élevage bovin relèvent de la filière viande, avec des cheptels de race charolaise, activité conforme à la spécialité dominante dans la région. Cinq d'entre elles ont pour siège des lieudits situés dans la dépression centrale étirée d'est en ouest : Sattendras, la Belle, Ramondin, Mulsant et la Condemine. Deux autres fermes proches du bourg sont implantées sur le promontoire aux Quatre Croix et à Ronchevol, la dernière à Montbétra. La seule exploitation pratiquant l'élevage de vaches laitières se trouve au lieudit le Feuillet. Le nombre de têtes de bétail, comme la SAU, s'est maintenue à peu près au même niveau depuis trois décennies alors que le nombre d'exploitations s'est considérablement réduit. Ainsi donc la taille moyenne des exploitations a fortement augmenté à l'occasion de ce mouvement de concentration, elle est aujourd'hui de plus de 90 hectares.
Dans le domaine du commerce, c'est naturellement le bourg qui a la part belle. Il regroupe en effet plusieurs activités qui ont pignon sur rue, à savoir un magasin d'alimentation,  un café, un salon de coiffure et un négoce de charcuterie et de viande pratiquant la vente en gros et en demi-gros. D'autre part trois marchands de primeurs vendant sur les marchés résident à proximité du bourg.
L'artisanat peut être présenté comme le secteur économique dominant à La Gresle. Les entreprises qui en relèvent sont implantées sur plusieurs points du territoire communal. L'artisanat du bâtiment est représenté par deux entreprises de maçonnerie, l'une aux Quatre-Croix l'autre au Moulin ; l'activité d'un carreleur établi non loin du bourg ; trois entreprises de couverture-charpente, l'une à la Croix Mulsant, une autre au Bey, la troisième au Moulin ; deux menuiseries, l'une à Bussy, l'autre dans le bourg ; une entreprise de travaux d'entretien agricole à la Condemine ; une entreprise de travaux publics et un paysagiste à proximité du bourg, un ramoneur au lieudit le Chapey. Un autre paysagiste enfin est établi au lieudit Chez Patou. Au lieudit Grenier existe une activité spécialisée dans les réalisations audiovisuelles. Un gîte rural accueille les villégiateurs au lieudit Ramondin.
Jusqu'à une époque récente fonctionnait au Moulin une usine dont l'activité rappelait que la commune de La Gresle appartenait au bassin textile du Roannais ; elle était spécialisée dans la teinture mais a fermé ses portes en 2001.
La maison de retraite disposant de 40 lits constitue le principal employeur de la commune.

## Culture locale et patrimoine

### Lieux et monuments
- La madone.
- Église Notre-Dame-de-l'Assomption de La Gresle.

### Personnalités liées à la commune
- Antoine Jouhannet (1871-1949), député de la Loire, est né à La Gresle.
- Joseph Dépierre (1888-1961), conseiller général du canton de Thizy de 1945 à 1949, maire de Bourg-de-Thizy de 1930 à 1931 et de 1947 à 1959, sénateur du Rhône de 1936 à 1940, né à La Gresle.
- Joseph Normand (1894-1979), né à La Gresle, coureur cycliste ayant participé à 4 Tours de France.

### Héraldique
|  | Les armoiries de La Gresle se blasonnent ainsi : Coupé, le trait de partition formant trois coupeaux: au 1er d'or au rameau de houx feuillé et fruité au naturel, au 2e de sinople à l'étoile à six rais d'argent. Création Conférence Héraldique |

## Pour approfondir